# Manjot Kaur

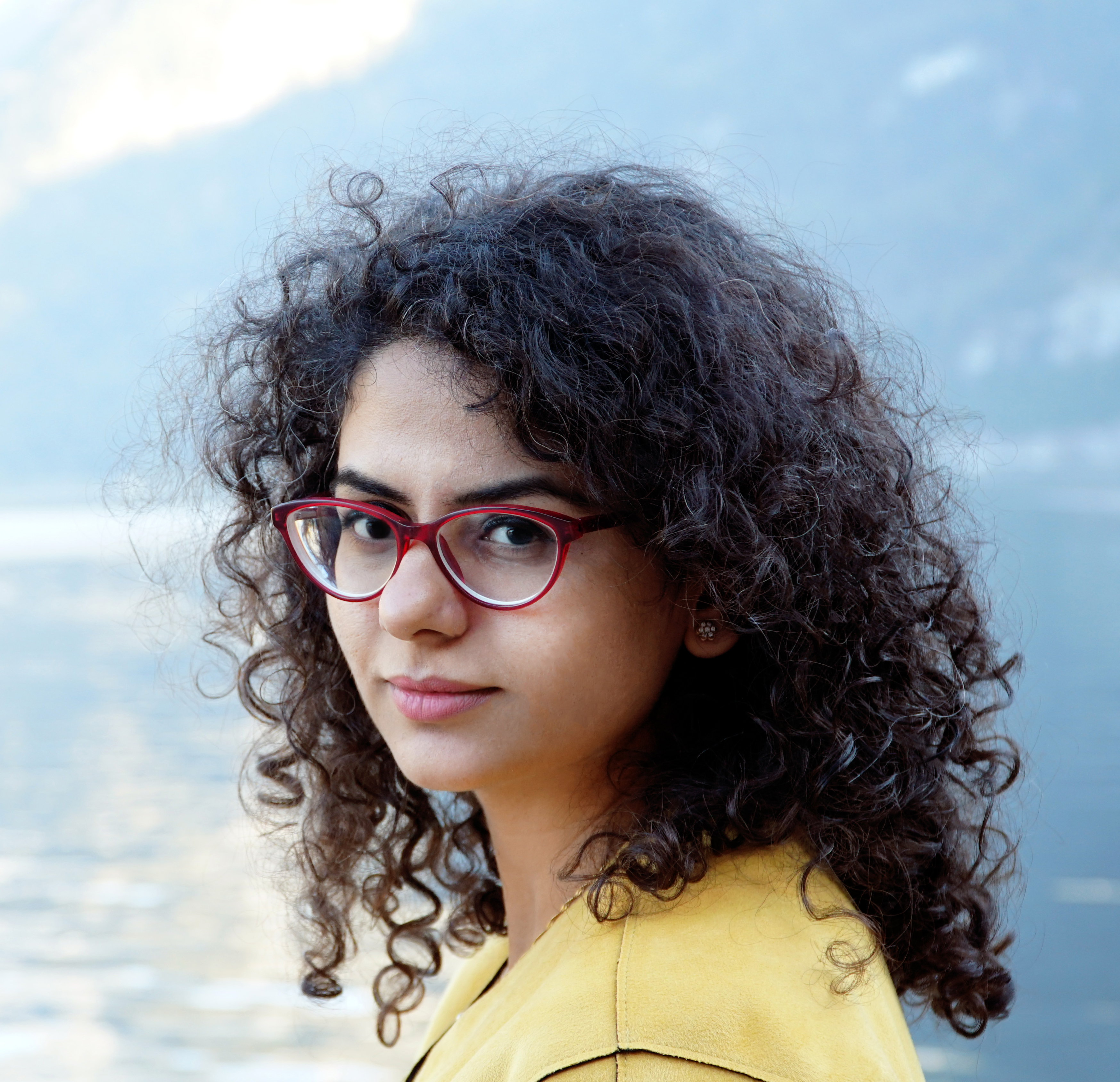
Manjot Kaur (2018)

Manjot Kaur (Panjabi ਮਨਜੋਤ ਕੌਰ, * 1989 in Ludhiana, Punjab) ist eine indische Malerin.

## Leben und Werk
Manjot Kaur absolvierte 2010 den Bachelor und 2012 den Master (mit Auszeichnung) für Malerei am Government College of Art, Chandigarh in Chandigarh im Norden Indiens. 2020 bis 2021 reiste sie für ein Postgraduales Studium als Artist in Residence zur Jan van Eyck Academie in die Niederlande. Manjot Kaur schafft Zeichnungen, Malereien, Animationen und immersive Installationen.

## Ausstellungen (Auswahl)

### Einzelausstellungen
- 2018: Entropic, Museo Casa Masaccio Centro per l’Arte Contemporanea, San Giovanni Valdarno, Italien
- 2019: Paradoxically Absurd, Punjab Lalit Kala Akademi Gallery, Chandigarh, Indien
- 2022: The Pool of Memories, Surrey Arts Centre, Kanada
- 2024: Ecosystems are Love Stories, Art Dubai, Dubai

### Gruppenausstellungen
- 2022: Hurting and Healing, Tensta Konsthall, Stockholm, Schweden
- 2023: Becoming Earths Manjot Kaur, Anouk Kruithof und Elisa Strinna, Gallery Caroline O'Breen, Amsterdam, Niederlande
- 2024: Animal Farm, Museum Rijswijk, Rijswijk, Niederlande
- 2024: A Tree, Onomatopee, Eindhoven, Niederlande
- 2024: I Will Meet You Yet Again: Contemporary Sikh Art, Fowler Museum at UCLA, Kalifornien, USA

## Auszeichnungen (Auswahl)
- 2018: Stipendiatin der Khoj International Artists' Association, New Delhi, Indien
- 2018: Artist in Residence, Unidee-Cittadellarte, Fondazione Pistoletto, Biella, Italien
- 2018: Stipendium des Casa Masaccio in San Giovanni Valdarno, Italien in Zusammenarbeit mit der Clark House Initiative in Mumbai, Indien
- 2019: Artist in Residence No.1 Shanthi Road, Bangalore, Indien
- 2022: Generator Art Production Fund der Experimenter Gallery in Kolkata, Indien
- 2023: Sustaina India Fellowship, Stiftung Thukral and Tagra in Zusammenarbeit mit CEEW, Indien
- 2023: Reisestipendium nach Hong Kong zur Finissage Green Snake-Women Centered Ecologies, des Canada Council for the Arts, Kanada
- 2023: Visiting Artist Fellowship, South Asia Institute, Harvard University, USA